# Shadowland
Shadowland – brytyjska grupa rockowa grająca w latach 90. Muzyka zespołu zmierzała w kierunku "cięższej" strony czystego rocka progresywnego, ale równocześnie zachowywała melodyjność i emocjonalność właściwą temu kierunkowi. Po jakimś czasie Shadowland rozdzielił się. Wokalista i klawiszowiec zespołu, Clive Nolan, zaczął występować w nowym zespole nazwanym Arena, który przedstawiał podobny styl muzyczny. od 1996 roku Nolan został także stałym klawiszowcem brytyjskiej grupy Pendragon.

## Skład
- Clive Nolan – śpiew, instrumenty klawiszowe
- Karl Groom – gitara
- Nick Harradence – perkusja
- Ian Salmon – gitara basowa i akustyczna
- Mike Varty – instrumenty klawiszowe na albumie Mad as Hatter

## Dyskografia
- Ring of Roses (1992; reedycja z dwoma nowymi utworami w 1997)
- Through the Looking Glass (1994; reedycja z jednym nowym utworem w 1997)
- Mad as a Hatter (1996)
- Edge Of Night (2009; DVD)
- Cautionary Tales (2009; Box: 5CD + DVD)
- A Matter of Perspective (2009; album kompilacyjny)